# A Dallas Stars 1993–1994-es szezonja
A Dallas Stars egy új csapat volt az amerikai profi jégkorongligában vagyis a National Hockey League-ben. A Minnesota North Stars jogutódja lett. A csapat az 1993–1994-es szezonban nem képviselt erős játékos keretet, viszont ahhoz elég volt, hogy bejussanak a rájátszásba. A fiatal Mike Modano élete első 50 gólos szezonját érte el.

## Alapszakasz

### Tabella
x = bejutott a rájátszásba, y = megnyerte a divíziót
| Csapat                  | MSz | Gy | V  | D  | P   | SzG | KG  |
| ----------------------- | --- | -- | -- | -- | --- | --- | --- |
| y - Detroit Red Wings   | 84  | 46 | 30 | 8  | 100 | 356 | 275 |
| x - Toronto Maple Leafs | 84  | 43 | 29 | 12 | 98  | 280 | 243 |
| x - Dallas Stars        | 84  | 42 | 29 | 13 | 97  | 286 | 265 |
| x - St. Louis Blues     | 84  | 40 | 33 | 11 | 91  | 270 | 283 |
| x - Chicago Blackhawks  | 84  | 39 | 36 | 9  | 87  | 254 | 240 |
| Winnipeg Jets           | 84  | 24 | 51 | 9  | 57  | 245 | 344 |

### Mérkőzések eredményei

#### Október
| #  | Dátum       | Hazai               | Eredmény | Idegenben          | Hossz. | Tabella | Pont |
| 1  | Október 5.  | Dallas Stars        | 6 – 4    | Detroit Red Wings  |        | 1–0–0   | 2    |
| 2  | Október 7.  | Toronto Maple Leafs | 6 – 3    | Dallas Stars       |        | 1–1–0   | 2    |
| 3  | Október 9.  | Dallas Stars        | 3 – 3    | Winnipeg Jets      |        | 1–1–1   | 3    |
| 4  | Október 12. | Dallas Stars        | 3 – 3    | Chicago Blackhawks |        | 1–1–2   | 4    |
| 5  | Október 16. | Dallas Stars        | 4 – 0    | St. Louis Blues    |        | 2–1–2   | 6    |
| 6  | Október 18. | Chicago Blackhawks  | 3 – 5    | Dallas Stars       |        | 3–1–2   | 8    |
| 7  | Október 20. | Montreal Canadiens  | 5 – 2    | Dallas Stars       |        | 3–2–3   | 8    |
| 8  | Október 21. | Ottawa Senators     | 5 – 6    | Dallas Stars       | HGy    | 4–2–3   | 10   |
| 9  | Október 23. | Quebec Nordiques    | 3 – 2    | Dallas Stars       |        | 4–3–2   | 10   |
| 10 | Október 25. | Detroit Red Wings   | 3 – 5    | Dallas Stars       |        | 5–3–2   | 12   |
| 11 | Október 27. | Dallas Stars        | 5 – 1    | Hartford Whalers   |        | 6–3–2   | 14   |
| 12 | Október 30. | Dallas Stars        | 4 – 5    | Ottawa Senators    | HV     | 6–4–2   | 14   |

#### November
| #  | Dátum        | Hazai                   | Eredmény | Idegenben           | Hossz. | Tabella | Pont |
| 13 | November 1.  | Dallas Stars            | 3 – 3    | Toronto Maple Leafs |        | 6–4–3   | 15   |
| 14 | November 3.  | Mighty Ducks of Anaheim | 5 – 4    | Dallas Stars        |        | 6–5–3   | 15   |
| 15 | November 5.  | San Jose Sharks         | 4 – 2    | Dallas Stars        |        | 6–6–3   | 15   |
| 16 | November 7.  | Dallas Stars            | 1 – 1    | Winnipeg Jets       |        | 6–6–4   | 16   |
| 17 | November 9.  | Mighty Ducks of Anaheim | 4 – 2    | Dallas Stars        |        | 6–7–4   | 16   |
| 18 | November 11. | Dallas Stars            | 4 – 0    | San Jose Sharks     |        | 7–7–4   | 18   |
| 19 | November 13. | Winnipeg Jets           | 2 – 3    | Dallas Stars        |        | 8–7–4   | 20   |
| 20 | November 14. | Chicago Blackhawks      | 1 – 4    | Dallas Stars        |        | 8–8–4   | 20   |
| 21 | November 17. | Dallas Stars            | 4 – 3    | Tampa Bay Lightning |        | 9–8–4   | 22   |
| 22 | November 20. | Dallas Stars            | 4 – 3    | Calgary Flames      |        | 10–8–4  | 24   |
| 23 | November 21. | Dallas Stars            | 7 – 4    | Los Angeles Kings   |        | 11–8–4  | 26   |
| 24 | November 24. | Dallas Stars            | 2 – 2    | New York Islanders  |        | 11–8–5  | 27   |
| 25 | November 27. | Detroit Red Wings       | 10 – 4   | Dallas Stars        |        | 11–9–5  | 27   |
| 26 | November 29. | Edmonton Oilers         | 5 – 6    | Dallas Stars        | HGy    | 12–9–5  | 29   |
| 27 | November 30. | Calgary Flames          | 2 – 2    | Dallas Stars        |        | 12–9–6  | 30   |

#### December
| #  | Dátum        | Hazai                   | Eredmény | Idegenben               | Hossz. | Tabella | Pont |
| 28 | December 4.  | St. Louis Blues         | 4 – 3    | Dallas Stars            |        | 12–10–6 | 30   |
| 29 | December 5.  | Dallas Stars            | 4 – 3    | Edmonton Oilers         |        | 13–10–6 | 32   |
| 30 | December 8.  | Dallas Stars            | 3 – 2    | Pittsburgh Penguins     |        | 14–10–6 | 34   |
| 31 | December 9.  | Dallas Stars            | 6 – 1    | Ottawa Senators         |        | 15–10–6 | 36   |
| 32 | December 12. | Dallas Stars            | 4 – 4    | Florida Panthers        |        | 15–10–7 | 37   |
| 33 | December 15. | Dallas Stars            | 2 – 3    | Chicago Blackhawks      |        | 15–11–7 | 37   |
| 34 | December 17. | Dallas Stars            | 2 – 3    | Mighty Ducks of Anaheim |        | 15–12–7 | 37   |
| 35 | December 19. | Vancouver Canucks       | 1 – 3    | Dallas Stars            |        | 16–12–7 | 39   |
| 36 | December 22. | Mighty Ducks of Anaheim | 2 – 3    | Dallas Stars            |        | 17–12–7 | 41   |
| 37 | December 23. | Los Angeles Kings       | 1 – 2    | Dallas Stars            | HGy    | 18–12–7 | 43   |
| 38 | December 27. | Dallas Stars            | 0 – 6    | Detroit Red Wings       |        | 18–13–7 | 43   |
| 39 | December 29. | Dallas Stars            | 4 – 0    | Toronto Maple Leafs     |        | 19–13–7 | 45   |
| 40 | December 31. | Chicago Blackhawks      | 2 – 5    | Dallas Stars            |        | 20–13–7 | 47   |

#### Január
| #  | Dátum      | Hazai               | Eredmény | Idegenben           | Hossz. | Tabella | Pont |
| 41 | Január 2.  | Dallas Stars        | 4 – 6    | Quebec Nordiques    |        | 20–14–7 | 47   |
| 42 | Január 4.  | Dallas Stars        | 1 – 2    | Chicago Blackhawks  | HV     | 20–15–7 | 47   |
| 43 | Január 6.  | Dallas Stars        | 8 – 0    | Philadelphia Flyers |        | 21–15–7 | 49   |
| 44 | Január 9.  | Dallas Stars        | 2 – 1    | St. Louis Blues     |        | 22–15–7 | 51   |
| 45 | Január 11. | Dallas Stars        | 5 – 2    | Edmonton Oilers     |        | 23–15–7 | 53   |
| 46 | Január 13. | Toronto Maple Leafs | 4 – 3    | Dallas Stars        | HV     | 23–16–7 | 53   |
| 47 | Január 14. | Detroit Red Wings   | 9 – 3    | Dallas Stars        |        | 23–17–7 | 53   |
| 48 | Január 16. | Dallas Stars        | 2 – 4    | Buffalo Sabres      |        | 23–18–7 | 53   |
| 49 | Január 18. | Dallas Stars        | 5 – 3    | Los Angeles Kings   |        | 24–18–7 | 55   |
| 50 | Január 24. | Dallas Stars        | 2 – 6    | New Jersey Devils   |        | 24–19–7 | 55   |
| 51 | Január 26. | Calgary Flames      | 2 – 3    | Dallas Stars        |        | 25–19–7 | 57   |
| 52 | Január 27. | Vancouver Canucks   | 2 – 3    | Dallas Stars        | HGy    | 26–19–7 | 59   |
| 53 | Január 29. | Edmonton Oilers     | 3 – 5    | Dallas Stars        |        | 27–19–7 | 61   |

#### Február
| #  | Dátum       | Hazai               | Eredmény | Idegenben        | Hossz. | Tabella | Pont |
| 54 | Február 2.  | Winnipeg Jets       | 3 – 7    | Dallas Stars     |        | 28–19–7 | 63   |
| 55 | Február 6.  | Dallas Stars        | 1 – 7    | San Jose Sharks  |        | 28–20–7 | 63   |
| 56 | Február 9.  | Dallas Stars        | 4 – 2    | Winnipeg Jets    |        | 29–20–7 | 65   |
| 57 | Február 12. | Pittsburgh Penguins | 3 – 9    | Dallas Stars     |        | 30–20–7 | 67   |
| 58 | Február 13. | Buffalo Sabres      | 3 – 5    | Dallas Stars     |        | 31–20–7 | 69   |
| 59 | Február 16. | Dallas Stars        | 0 – 3    | Boston Bruins    |        | 31–21–7 | 69   |
| 60 | Február 18. | Dallas Stars        | 4 – 2    | Calgary Flames   |        | 32–21–7 | 71   |
| 61 | Február 21. | San Jose Sharks     | 3 – 6    | Dallas Stars     |        | 33–21–7 | 73   |
| 62 | Február 23. | Los Angeles Kings   | 0 – 0    | Dallas Stars     |        | 33–21–8 | 74   |
| 63 | Február 26. | Dallas Stars        | 3 – 1    | New York Rangers |        | 34–21–8 | 76   |

#### Március
| #  | Dátum       | Hazai               | Eredmény | Idegenben               | Hossz. | Tabella  | Pont |
| 64 | Március 2.  | Winnipeg Jets       | 4 – 2    | Dallas Stars            |        | 34–22–8  | 76   |
| 65 | Március 4.  | Dallas Stars        | 1 – 4    | Vancouver Canucks       |        | 34–23–8  | 76   |
| 66 | Március 6.  | Dallas Stars        | 2 – 2    | Montreal Canadiens      |        | 34–23–9  | 77   |
| 67 | Március 8.  | Philadelphia Flyers | 3 – 4    | Dallas Stars            | HGy    | 35–23–9  | 79   |
| 68 | Március 9.  | Toronto Maple Leafs | 4 – 2    | Dallas Stars            |        | 35–24–9  | 79   |
| 69 | Március 12. | Hartford Whalers    | 2 – 2    | Dallas Stars            |        | 35–24–10 | 80   |
| 70 | Március 13. | New Jersey Devils   | 4 – 0    | Dallas Stars            |        | 35–25–10 | 80   |
| 71 | Március 18. | Dallas Stars        | 6 – 2    | Washington Capitals     |        | 36–25–10 | 82   |
| 72 | Március 20. | Dallas Stars        | 2 – 1    | Vancouver Canucks       | HGy    | 37–25–10 | 84   |
| 73 | Március 22. | Dallas Stars        | 4 – 3    | Mighty Ducks of Anaheim |        | 38–25–10 | 86   |
| 74 | Március 25. | St. Louis Blues     | 5 – 3    | Dallas Stars            |        | 38–26–10 | 86   |
| 75 | Március 27. | Tampa Bay Lightning | 2 – 2    | Dallas Stars            |        | 38–26–11 | 87   |
| 76 | Március 28. | Florida Panthers    | 4 – 5    | Dallas Stars            |        | 39–26–12 | 89   |
| 77 | Március 30. | Boston Bruins       | 2 – 2    | Dallas Stars            |        | 39–26–13 | 90   |

#### Április
| #  | Dátum       | Hazai               | Eredmény | Idegenben           | Hossz. | Tabella  | Pont |
| 78 | Április 1.  | New York Rangers    | 3 – 0    | Dallas Stars        |        | 39–27–12 | 90   |
| 79 | Április 3.  | Washington Capitals | 3 – 6    | Dallas Stars        |        | 40–27–12 | 92   |
| 80 | Április 5.  | Dallas Stars        | 4 – 6    | Toronto Maple Leafs |        | 40–28–12 | 92   |
| 81 | Április 8.  | New York Islanders  | 5 – 1    | Dallas Stars        |        | 40–29–12 | 92   |
| 82 | Április 10. | St. Louis Blues     | 2 – 2    | Dallas Stars        |        | 40–29–13 | 93   |
| 83 | Április 12. | Dallas Stars        | 9 – 5    | St. Louis Blues     |        | 41–29–13 | 95   |
| 84 | Április 14. | Dallas Stars        | 4 – 3    | Detroit Red Wings   |        | 42–29–13 | 97   |

## A szezon statisztikái

### Kanadai táblázat
| Játékos        | MSz | G  | A  | P  | +/- | B  |
| -------------- | --- | -- | -- | -- | --- | -- |
| Mike Modano    | 76  | 50 | 43 | 93 | -8  | 54 |
| Russ Courtnall | 84  | 23 | 57 | 80 | 6   | 59 |
| Dave Gagner    | 76  | 32 | 29 | 61 | 13  | 83 |
| Ulf Dahlén     | 65  | 19 | 38 | 57 | -1  | 10 |
| Neal Broten    | 79  | 17 | 35 | 52 | 10  | 62 |

### Kapusok
| Játékos       | MSz | Gy | V  | D | SO | KGÁ  |
| ------------- | --- | -- | -- | - | -- | ---- |
| Darcy Wakaluk | 36  | 18 | 9  | 6 | 3  | 2.64 |
| Andy Moog     | 55  | 24 | 20 | 7 | 2  | 3.27 |